# Джефф Чикрин
Джефф Чикрин (англ. Jeff Chychrun; нар. 3 травня 1966, Ла-Саль, Квебек) — колишній канадський хокеїст українського походження, що грав на позиції захисника.
Володар Кубка Стенлі в складі «Піттсбург Пінгвінс» (1992).

## Ігрова кар'єра
Хокейну кар'єру розпочав 1983 року.
1984 року був обраний на драфті НХЛ під 37-м загальним номером командою «Філадельфія Флаєрс». 
Протягом професійної клубної ігрової кар'єри, що тривала 9 років, захищав кольори команд «Філадельфія Флаєрс», «Лос-Анджелес Кінгс», «Піттсбург Пінгвінс» та «Едмонтон Ойлерс».
Загалом провів 281 матч у НХЛ, включаючи 19 ігор плей-оф Кубка Стенлі.

## Сім'я
Син Джеффа також хокеїст.

## Статистика
| Сезон        | Клуб                 | Ліга         | Регулярний сезон | Регулярний сезон | Регулярний сезон | Регулярний сезон | Регулярний сезон | Плей-оф | Плей-оф | Плей-оф | Плей-оф | Плей-оф |
| Сезон        | Клуб                 | Ліга         | І                | Г                | П                | О                | ШХ               | І       | Г       | П       | О       | ШХ      |
| ------------ | -------------------- | ------------ | ---------------- | ---------------- | ---------------- | ---------------- | ---------------- | ------- | ------- | ------- | ------- | ------- |
| 1983–84      | «Кінгстон Канадієнс» | ОХЛ          | 63               | 1                | 13               | 14               | 137              | —       | —       | —       | —       | —       |
| 1984–85      | «Кінгстон Канадієнс» | ОХЛ          | 58               | 4                | 10               | 14               | 206              | —       | —       | —       | —       | —       |
| 1985–86      | «Кінгстон Канадієнс» | ОХЛ          | 61               | 4                | 21               | 25               | 127              | 10      | 2       | 1       | 3       | 17      |
| 1985–86      | «Герші Берс»         | АХЛ          | —                | —                | —                | —                | —                | 4       | 0       | 1       | 1       | 9       |
| 1985–86      | «Каламазу Вінгс»     | ІХЛ          | —                | —                | —                | —                | —                | 3       | 1       | 0       | 1       | 0       |
| 1986–87      | «Герші Берс»         | АХЛ          | 74               | 1                | 17               | 18               | 239              | 4       | 0       | 0       | 0       | 10      |
| 1986–87      | «Філадельфія Флаєрс» | НХЛ          | 1                | 0                | 0                | 0                | 4                | —       | —       | —       | —       | —       |
| 1987–88      | «Герші Берс»         | АХЛ          | 55               | 0                | 5                | 5                | 210              | 12      | 0       | 2       | 2       | 44      |
| 1987–88      | «Філадельфія Флаєрс» | НХЛ          | 3                | 0                | 0                | 0                | 4                | —       | —       | —       | —       | —       |
| 1988–89      | «Філадельфія Флаєрс» | НХЛ          | 80               | 1                | 4                | 5                | 245              | 19      | 0       | 2       | 2       | 65      |
| 1989–90      | «Філадельфія Флаєрс» | НХЛ          | 79               | 2                | 7                | 9                | 248              | —       | —       | —       | —       | —       |
| 1990–91      | «Філадельфія Флаєрс» | НХЛ          | 36               | 0                | 6                | 6                | 105              | —       | —       | —       | —       | —       |
| 1991–92      | «Фінікс Роадруннерс» | ІХЛ          | 3                | 0                | 0                | 0                | 6                | —       | —       | —       | —       | —       |
| 1991–92      | «Лос-Анджелес Кінгс» | НХЛ          | 26               | 0                | 3                | 3                | 76               | —       | —       | —       | —       | —       |
| 1991–92      | «Піттсбург Пінгвінс» | НХЛ          | 17               | 0                | 1                | 1                | 35               | —       | —       | —       | —       | —       |
| 1992–93      | «Піттсбург Пінгвінс» | НХЛ          | 1                | 0                | 0                | 0                | 2                | —       | —       | —       | —       | —       |
| 1992–93      | «Фінікс Роадруннерс» | ІХЛ          | 11               | 2                | 0                | 2                | 44               | —       | —       | —       | —       | —       |
| 1992–93      | «Лос-Анджелес Кінгс» | НХЛ          | 17               | 0                | 1                | 1                | 23               | —       | —       | —       | —       | —       |
| 1993–94      | «Едмонтон Ойлерс»    | НХЛ          | 2                | 0                | 0                | 0                | 0                | —       | —       | —       | —       | —       |
| 1993–94      | «Кейп-Бретон Ойлерс» | АХЛ          | 41               | 2                | 16               | 18               | 111              | —       | —       | —       | —       | —       |
| Усього в НХЛ | Усього в НХЛ         | Усього в НХЛ | 262              | 3                | 22               | 25               | 742              | 19      | 0       | 2       | 2       | 65      |